# Muzeum Początków Państwa Polskiego w Gnieźnie
Muzeum Początków Państwa Polskiego w Gnieźnie – muzeum powołane w 1973 roku. Stała ekspozycja  w nowym gmachu została otwarta w marcu 1983 roku. 

## Historia
Powstanie muzeum w Gnieźnie związane jest z prowadzonymi tu od 1948 roku badaniami archeologicznymi, których celem było poznanie historii oraz uzyskanie zabytków dokumentujących początki państwa polskiego i jego pierwszej stolicy. Rezultaty odkryć stały się impulsem do powołania w 1956 roku gnieźnieńskiego Oddziału Muzeum Archeologicznego w Poznaniu, z siedzibą przy ul. św. Jana 9, gdzie przez prezentowano głównie zabytki pochodzące z wykopalisk.
W 1966 roku zrodził się pomysł budowy pomnika Mieszka I i Bolesława Chrobrego, pierwszych historycznych władców Polski. Pomnikiem tym stał się kompleks budynków mieszczących obecnie: muzeum, aulę widowiskową oraz liceum ogólnokształcące. Realizację rozpoczęto w 1973 roku według projektu wykonanego w Państwowej Wyższej Szkole Sztuk Plastycznych w Poznaniu. Budowa pomnika była okazją do utworzenia samodzielnej placówki muzealnej w Gnieźnie. Muzeum Początków Państwa Polskiego w Gnieźnie jako instytucję powołano do życia w 1973 roku. Od połowy lat 70. trwały też przygotowania głównej wystawy stałej, mającej być podsumowaniem ówczesnego stanu badań nad kształtowaniem się polskiej państwowości. Uroczyste otwarcie stałej ekspozycji „Początki państwa polskiego” w nowym gmachu przy ulicy Kostrzewskiego 1 nastąpiło w marcu 1983 roku.

## Wystawy stałe
- Wystawa Początki państwa polskiego przybliża pierwsze wieki państwowości polskiej, okres panowania pierwszych władców z dynastii piastowskiej oraz to, jak kształtowała się Polska okresu wczesnego średniowiecza[2].

- Wystawa Ceramika gnieźnieńska prezentuje kolekcję kilkuset płytek ceramicznych oraz kafli piecowych stanowiących jedną z największych tego typu w Europie.[3].

- Wystawa Piastów malowane dzieje pokazuje obrazy XIX-wiecznych malarzy z postaciami i wydarzeniami z dziejów dynastii piastowskiej od początków do ostatniego Piasta na tronie polskim[4].

- Wystawa Gniezno. Stąd do przeszłości ukazuję historię Gniezna[5].

- Sztuka romańska w Polsce prezentuje kolekcję kilkunastu najważniejszych przykładów romańskich detali architektonicznych z całej Polski[6].

- Wystawa Motywy słowiańskie w sztuce opowiada o kulturze słowiańskiej widzianej okiem artystów różnych epok[7].

## Wystawy czasowe
- Początki Litwy. Wystawa przybliża historię Litwy począwszy od wielkiej różnorodności zasiedlających ją plemion, przez okres wczesnośredniowiecznych wojen i krucjat aż po narodziny państwa. Na wystawie przedstawiono praktyki funeralne, wojskowość oraz kulturę materialną zwykłych mieszkańców oraz elit. Zaprezentowano ponad 500 zabytków pochodzących ze zbiorów Litewskiego Muzeum Narodowego oraz Państwowego Rezerwatu Kulturowego w Kiernowie. Ekspozycja dostępna od 26 listopada 2023 roku do 22 września 2024 roku.
- Religia(e) Słowian. Pogaństwo i chrześcijaństwo we wczesnośredniowiecznej Polsce. Słowianie na ziemiach polskich nie wyznawali jednej religii. Ich wierzenia, mimo wielu punktów wspólnych, różniły się bóstwami, miejscami otaczanymi czcią i sposobem sprawowania kultu. Celem wystawy jest ukazanie różnorodności wierzeń na ziemiach polskich okresu wczesnego średniowiecza. Ekspozycja dostępna od 21 do 6 października 2024 roku.